# Peloroplites
Peloroplites is een geslacht van plantenetende ornithischische dinosauriërs, behorend tot de groep van de Ankylosauria, dat tijdens het vroege Krijt leefde in het gebied van de huidige Verenigde Staten van Amerika.

## Vondst en naamgeving
In 1997 werden in Carbon County, Utah bij de Price River resten gevonden van ankylosauriërs.
De typesoort Peloroplites cedrimontanus werd in 2008 beschreven door de Amerikaanse paleontoloog Kenneth Carpenter. De geslachtsnaam betekent: "gedrochtelijke zwaargepantserde" van het Klassiek Griekse peloor, "gedrocht, monster" en hoplites, "soldaat in wapenrusting", een verwijzing naar het typische beenpantser van de ankylosauriërs. De soortaanduiding verwijst naar de Cedar Mountain-formatie in Midden-Utah, de vindplaats.
Het fossiel, holotype CEUM 26331, deel van de collectie van het Prehistoric Museum van het College of Eastern Utah, bestaat uit een gedeeltelijke schedel. Verder zijn er fragmentarische botten van alle delen van het overige skelet, behalve de voeten. Het materiaal is aangetroffen in de PR-2 Quarry in de Mussentuchitstratificatie (Albien, 100 miljoen jaar geleden) van de Cedar Mountain-formatie.

## Beschrijving
Peloroplites was een gepantserde planteneter van vijf à vijfenhalve meter lengte.
Carpenter wist enkele onderscheidende kenmerken vast te stellen. Er staan geen tanden in de praemaxilla. Het achterhoofd helt naar voren. De bovenste aanhechting van het quadratum aan de bovenkant van het onderste slaapvenster springt niet in ten opzichte van de zijrand van het schedeldak. De hoorns op de achterhoeken van de schedel zijn klein en stomp. De processus paroccipitales steken zijwaarts uit, niet schuin naar achteren. Het quadratum staat verticaal, naar voren gebogen noch naar voren hellend. Het tandvormig uitsteeksel van de draaier is kort. De draaier heeft een kort wervellichaam, zo lang als hoog. Het ravenbeksbeen is tamelijk lang, met twee derden van de lengte van het schouderblad.
De schedel van Peloroplites, ongeveer 56 centimeter lang, verschilt van die van de verwante, in dezelfde formatie aangetroffen, soort Sauropelta door een platter schedeldak en een bredere (35 cm), vierkante, snuit. De onderkaken, waarvan alleen de achterkant bewaard is gebleven, waren zwaar gebouwd. De darmbenen van de heup lijken uitzonderlijk sterk zijwaarts gericht te zijn, maar misschien is dit een gevolg van latere vervorming in de aardlaag. Andere eigenschappen van Peloroplites die uniek zijn binnen de groep waartoe hij behoort, zijn de rechte en langwerpige vorm van de ellepijp en het feit dat het sprongbeen niet met het scheenbeen vergroeid is.

## Fylogenie
Peloroplites behoort meer bepaaldelijk tot de Nodosauridae. 

## Levenswijze
Zijn sterke kaken en ook de vrij grote tanden, suggereren dat hij taaier plantenmateriaal at dan de meeste nodosauriden.